# Battaglia di Vasyl'kiv
La battaglia di Vasylkiv è stato uno scontro militare tra la Federazione Russa e l'Ucraina il 26 febbraio 2022, durante l'invasione russa dell'Ucraina del 2022.

## Battaglia
Nella mattino presto del 26 febbraio, secondo i media ucraini, i paracadutisti delle forze aviotrasportate russe hanno iniziato ad atterrare vicino alla città di Vasylkiv, 40 chilometri (25 mi) a sud di Kiev, nel tentativo di proteggere la base aerea di Vasylkiv. In città si sono verificati combattimenti tra i paracadutisti russi e i difensori ucraini.
Secondo i funzionari e generali ucraini, alle 01:30, un caccia ucraino Su-27 ha abbattuto un Ilyushin Il-76 russo, uccidendo più di 250 paracadutisti russi d'élite con un singolo missile. Alle 03:20, anche un secondo Il-76, che trasportava oltre 100 paracadutisti, sarebbe stato abbattuto sopra la vicina città di Bila Tserkva. A partire da settembre 2022 non è stato trovato alcun relitto degli aerei.
La sindaca di Vasylkiv, ovvero Natalia Balasynovych, ha dichiarato che oltre 200 ucraini sono rimasti feriti durante lo scontro. In seguito ha affermato che le forze ucraine avevano respinto l'assalto dei paracadutisti russi alla base aerea militare vicino alla città e alla strada centrale, con la situazione in città che si era calmata.The Wall Street Journal ha riferito che le forze ucraine hanno pattugliato la città al mattino e stavano cercando i ritardatari russi.
La conferma delle perdite dell'Il-76 russo deve ancora essere prodotta. Secondo The Guardian, "non sono emerse prove pubbliche convincenti sui due aerei abbattuti, o su una caduta di paracadutisti a Vasylkiv".
Il New York Times ha citato funzionari ucraini anonimi, secondo cui almeno una parte degli aggressori erano cellule dormienti, che, secondo la sindaca di Vasylkiv, Natalia Balasynovych, avevano acquistato appartamenti e portato le loro famiglie nel mese prima dell'invasione. Le unità di difesa territoriale ucraine non avevano trovato alcuna prova di aerei distrutti nell'area circostante.

## Conseguenze

### Febbraio e marzo
Nel mattino presto del 27 febbraio, un missile russo ha colpito un deposito di petrolio a Vasylkiv, incendiandolo. Il 12 marzo un attacco missilistico russo ha distrutto la base aerea.

### Aprile
Il 2 aprile 2022 l'intero oblast' di Kiev, dove si trova Vasylkiv, è stato dichiarato libero da "invasori" dal Ministero della difesa ucraino dopo che le truppe russe sono stati respinti e avevano lasciato l'area.